# VP3
VP3 és un còdec de vídeo amb pèrdues desenvolupat per On2 Technologies amb la idea que fos una eina potent i lliure de codificació/compressió que fes la competència a altres còdecs més populars com MPEG-4 (DivX) que són de patent privada.
Entre algunes de les característiques en les que aquest còdec es basa trobem:
- Reproductors: VirtualDub, Windows Media Player, QuickTime MoviePlayer, etc.
- Sistemes operatius: Windows 98, Windows 2000, Windows NT, Mac OS 8.x, Mac OS 9.x, Mac OS X, etc.
- Resolució: 320 x 240, 640x480, etc.
- Tases de quadres (framerates): 24fps, 29.97fps, 30fps, etc.
- Bitrates: 56KB/sec, 100KB/sec, etc.
- Àudio : 8 bits, 16bits, mono, stereo, etc.
- Formats de color que suporta: YUV 4:2:0
- Temps de compressió asimètrics: el còdec codifica y descodifica a diferents velocitats, normalment descodifica més ràpidament que codifica.
- Compressió temporal: alhora de codificar, es té present la informació del quadre anterior i només codifica allà on hi ha diferències entre imatges.

La flexibilitat que presenta aquest còdec ha fet que pugui ser implementat en múltiples aplicacions de diferent tipus com la compressió per emmagatzemar, al streaming de vídeo per internet, aplicacions de videojocs,...

## Història
El VP3 era originalment un còdec de vídeo propietari i patentat. On2 TrueMotion VP3.1 es va introduir al maig de 2000, seguit tres mesos després pel llançament de VP3.2. Més tard aquell mateix any, On2 va anunciar els complements VP3 per a QuickTime i RealPlayer. El maig de 2001, On2 va llançar la versió beta del seu nou còdec propietari VP4. El juny de 2001, On2 també va llançar una implementació de còdec VP3 per a Microsoft Windows on el codificador tenia un preu de 39,95 dòlars per a ús personal i de 2.995 dòlars per a ús comercial limitat. L'agost de 2001, On2 Technologies va anunciar que publicaria una versió de codi obert del seu algorisme de compressió de vídeo VP3.2. El setembre de 2001 van publicar el codi font i la llicència de codi obert per a l'algoritme de compressió de vídeo VP3.2 a www.vp3.com. La Llicència Pública VP3.2 0.1 només atorgava el dret de modificar el codi font si l'obra més gran resultant continuava permetent la reproducció de dades VP3.2.